# スカルノ
スカルノ（英語: Sukarno,インドネシア語: Soekarno,1901年6月6日 - 1970年6月21日）は、インドネシアの植民地時代（オランダ領東インド時代）から民族主義運動、独立運動において大きな足跡を残した政治家である。
独立宣言後、同国の初代大統領となり、雄弁な演説とカリスマ性によって、大衆の民族意識を鼓舞した。1965年の「9月30日事件」によって失脚した後は不遇の晩年を送ったが、いまなお国民には「ブン・カルノ」（カルノ兄さん）と呼ばれ、国父（建国の父）として敬意をもって愛され続けており、紙幣（最高額面の10万ルピア）に肖像が使われている。

## 経歴

### 生い立ち

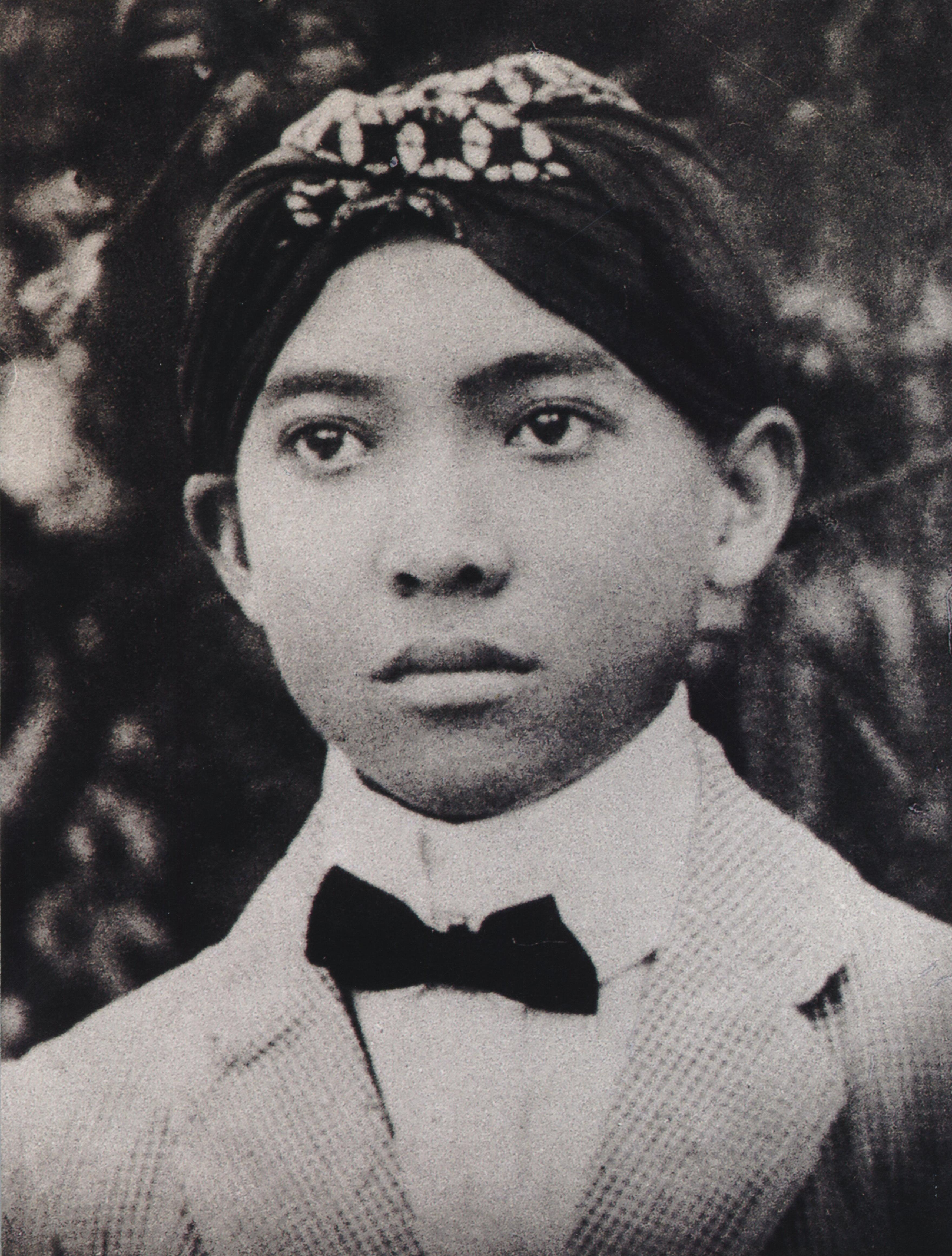
1916年

オランダが長年植民地として支配していたジャワ島東部の都市スラバヤ生まれ。父はジャワの下級貴族の出身で小学校教師、母はバリ人貴族の出身でヒンドゥー教徒だった。
名前の「スカルノ」は、ジャワのワヤン劇（インドの古代叙事詩『マハーバーラタ』、『ラーマーヤナ』に基づいている）に登場する武芸の達人「カルノ karno」（ガウォンゴ国王スルヨプトロ）に由来。ここから「S.Karno」と署名した事もあったという。
幼い頃からオランダ語を学び、原住民学校を卒業した後、ヨーロッパ人子弟の通う小学校を経て、スラバヤの高等市民学校（HBS）に入学した。
同校を1921年に卒業後、植民地の宗主国オランダが1920年にバンドンに創設した高等工業学校（現バンドン工科大学)に入学。1926年5月に卒業している。

### 反植民地運動

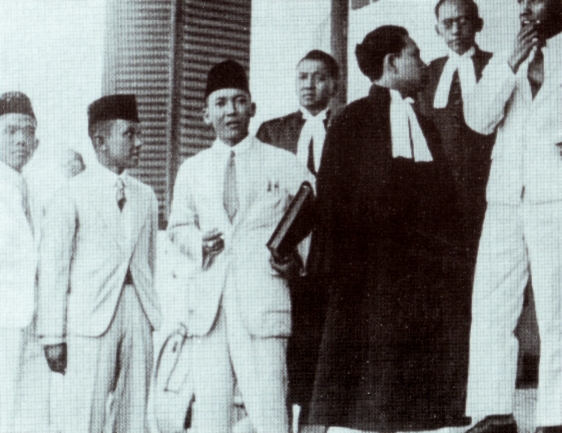
1930年代

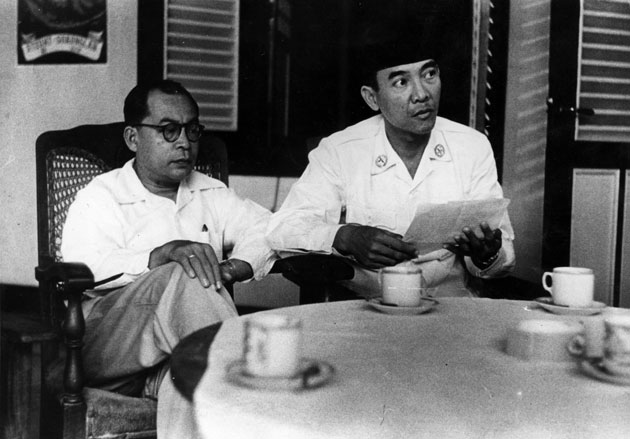
モハマッド・ハッタとともに

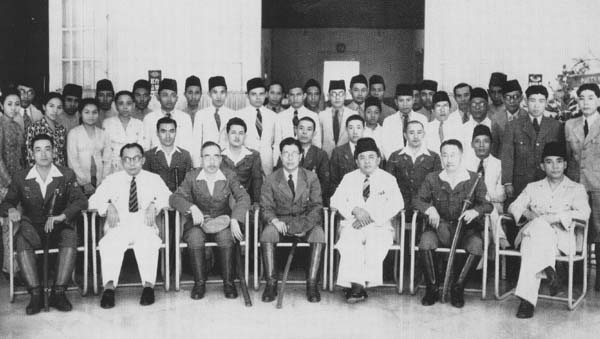
日本軍とともに（1942年）

オランダによる過酷な植民地政策に対する反発を感じていたスカルノは、大学卒業とともに、本格的にオランダに対する反植民地運動を開始する。1927年7月4日には、宗主国のオランダ留学から帰国した同志らとともにインドネシア国民党（Partai Nasional Indonesia、略称PNI）を結成した。
その後スカルノはインドネシアの独立と民族の統一を訴えるために各地で積極的に集会を開催し、壇上での熱のこもった演説で聴衆を魅了し、「民族の指導者」として認められるようになった。
1929年12月にオランダ植民地政府に逮捕されて禁錮刑を受けたが、1931年2月に恩赦をあたえられて出獄。しかし、1933年8月にはふたたび逮捕され、フローレス島のエンデに、続いて1938年2月スマトラ島のベンクルに流刑となった。この流刑地となったベンクルでは、後に第1夫人となるファトマワティと出会い、結婚している。

### 第二次世界大戦下
1939年9月に第二次世界大戦が勃発し、1940年にオランダ本国がドイツに占領され（オランダにおける戦い）本国政府はイギリスへ亡命したが、その後もオランダ植民地政府による植民地支配は続いた。
その後1941年12月に大東亜戦争（太平洋戦争）が始まると、アメリカ領フィリピンやイギリス領マレー半島から宗主国の軍隊を放逐した日本軍が、またたくまにオランダ領東インド全域（=インドネシア）からオランダ軍を放逐し、オランダ植民地政府とその軍隊は、多くの兵器のみならず在留オランダ人や抑留されたドイツ人をも放置したままオーストラリアに逃げることとなった。
その後すぐに第16軍司令官である今村均は、オランダ植民地政府に囚われていたスカルノやハッタらを解放し、今村は日本軍統治下でのインドネシアの民生の安定のために、知名度の高いスカルノやハッタらの民族主義者の日本軍による占領への協力を要請した。
他方のスカルノらもまた「民衆総力結集運動」を組織し、インドネシアの独立のために日本軍に協力し、イギリス軍やアメリカ軍、オランダ軍をはじめとする連合国軍と対峙することを選択した。1943年にはハッタとともに招かれて日本を初訪問し、昭和天皇と面会するなど日本との関係を強めていくとともに、独立への理解が高い日本の協力を得る形での将来のインドネシア独立への道筋を作っていった。
その後も、日本軍が緒戦にてオランダ軍を完全に放逐していたインドネシアは、殆ど戦禍に巻き込まれることがなく終戦まで平穏な状態が続いたものの、日本は1944年に入ると1国でイギリスやアメリカ、オーストラリアやニュージーランド、中華民国やフランスなどを中心とする複数の連合国軍に対して各地で劣勢となっていき、1945年8月15日に敗戦へと追い込まれる。

### インドネシア独立宣言

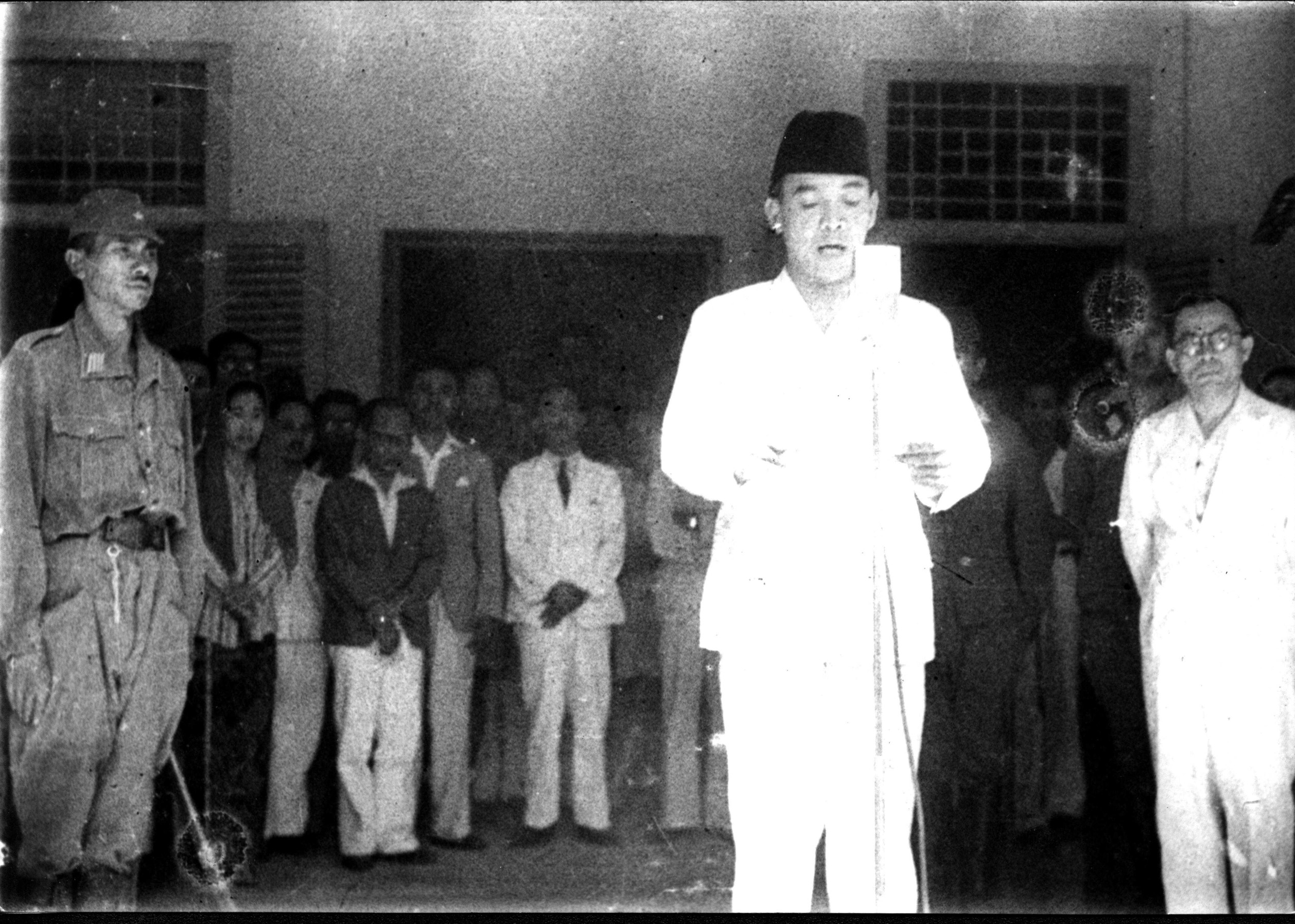
モハマド・ハッタとともに独立宣言を行うスカルノ（1945年）

日本が連合国に対して降伏してから2日後の8月17日、オランダ植民地政府がオーストラリアに逃亡したままという権力の空白をぬった形で、スカルノとハッタの2人が「インドネシア国民の名において」インドネシアの独立を宣言した。
しかし、これを認めないオランダは、周辺に植民地を持つイギリスやオーストラリアなどの助けを受けて軍を派遣し、軍事力による同地の再植民地化に乗り出した。これにより、独立したばかりのインドネシア共和国と旧連合国の支援を受けたオランダとの「インドネシア独立戦争」が勃発した。

### 戦後の混乱

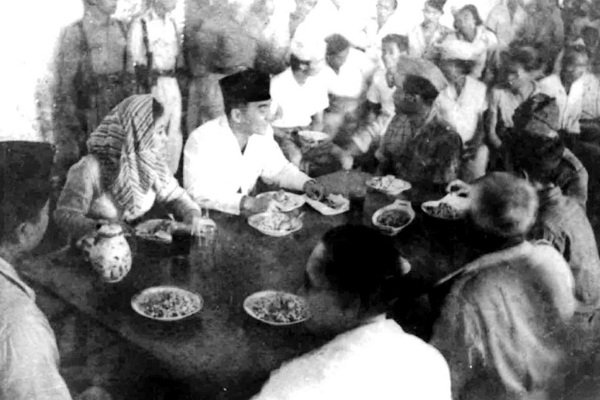
ファトマワティとスカルノ（1948年）

当初はオランダ優位に進むかに思われたが、オランダは本国が戦火に見舞われた上にドイツに占領されていたこともあり、国力が低下していたうえ、インドネシアから強力な日本軍に完全に放逐されたため、日本軍が放置していった兵器と、残存した一部日本軍将兵の助けを受けたインドネシアの武装勢力（正規軍・非正規軍を問わず）とのゲリラ戦に苦しめられた。
なお、オランダを支援しようとしたイギリス軍とオーストラリア軍もオランダと同じく国力が低下していた上に、インドやマレー半島などのアジアの植民地における独立運動が活発化していたため、オランダを支援するだけの余力は残っていなかった。
その結果、1946年11月12日にオランダはジャワ島、スマトラ島、マドゥラ島をインドネシア共和国の勢力下にあると認め、双方は連邦国家樹立に向けて努力するという停戦協定（リンガジャティ協定）が成立した。そして当初の予定どおり、イギリス軍とオーストラリア軍は11月中にインドネシアからの撤退を完了した。

### 独立戦争

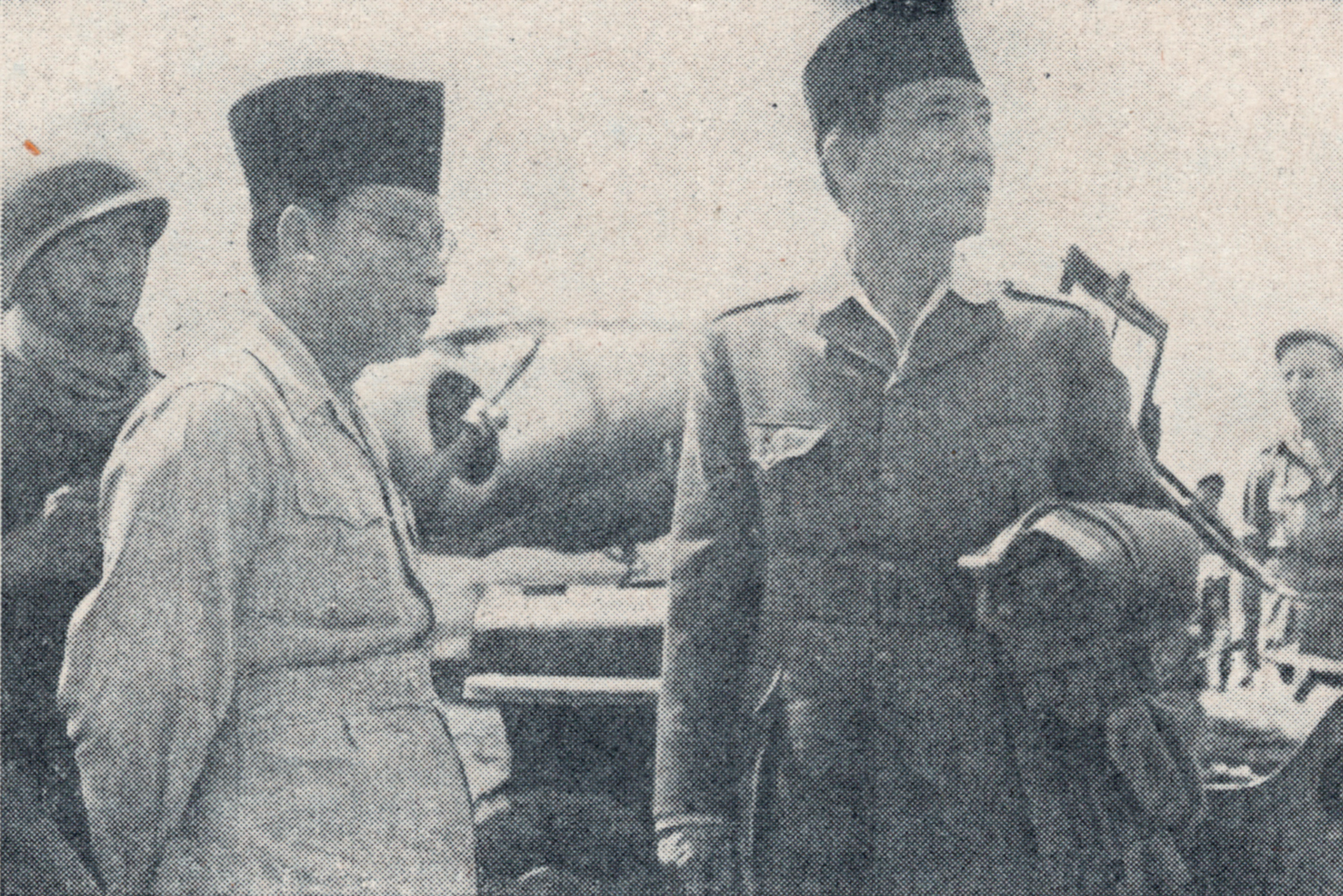
オランダ軍によりバンガ島に拉致されるスカルノとハッタ（1948年）

しかし、オランダ軍は同協定の批准も済んでいない1947年1月24日に攻撃を再開し、その後スラバヤ、ジョグジャカルタ周辺への空爆も開始しつつ陸軍部隊もジョグジャカルタに迫った。ここで成立したばかりの国際連合が介入、さらに、外交交渉による紛争の解決がはかられ、8月1日に国際連合安全保障理事会で、即時停戦と仲裁による和平解決をもとめる安保理決議27が採択された。この決議にもとづいて8月4日に停戦が成立したが、その後もオランダ軍の攻撃は止まなかった。
さらにオランダは1948年12月11日に和平会談決裂を宣言、12月19日に共和国領内への全面攻勢が開始され、その後共和国臨時首都ジョグジャカルタを陥落させた。オランダはスカルノと首相兼副大統領のハッタ、そして閣僚の大半を逮捕しバンカ島に幽閉した。
しかし、イギリスやオーストラリアをはじめとする国際世論は植民地主義に固執するオランダを激しく非難し、国連安保理は12月24日の決議でオランダに共和国指導者の釈放を要求した。かつては連合国であったアメリカ合衆国もオランダへの経済援助の停止を通告し、和平協議復帰への圧力をかけた。
オランダに逮捕されていたスカルノらは1949年7月6日にジョグジャカルタに帰還し、7月13日にはスマトラの臨時政府を解消して政府機能を復活させ、和平協議を再開させた。この結果、同年12月のハーグ協定の締結によってオランダはインドネシアを放棄することになる。

### 独立後

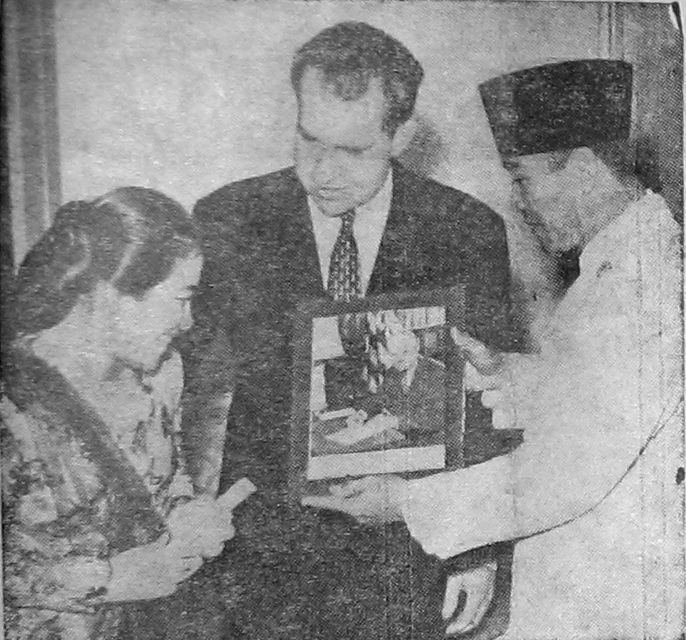
ファトマワティ夫人とアメリカのリチャード・ニクソン副大統領とともに（1953年）

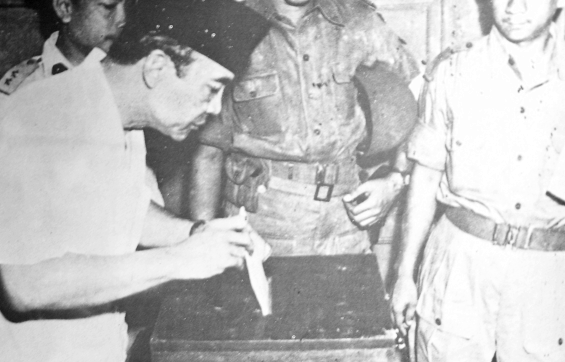
総選挙で投票するスカルノ（1955年）

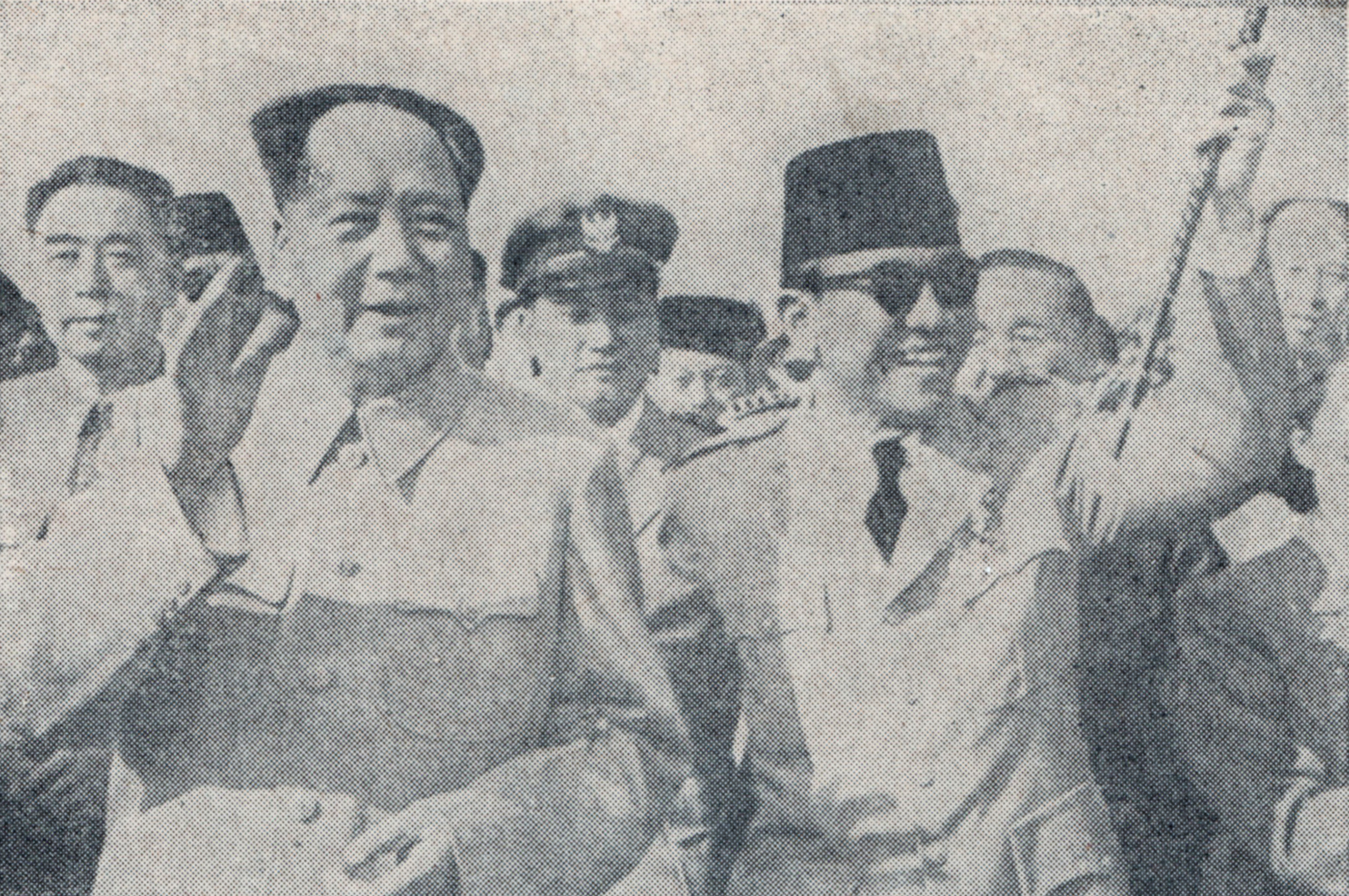
訪中時、毛沢東と（1956年）

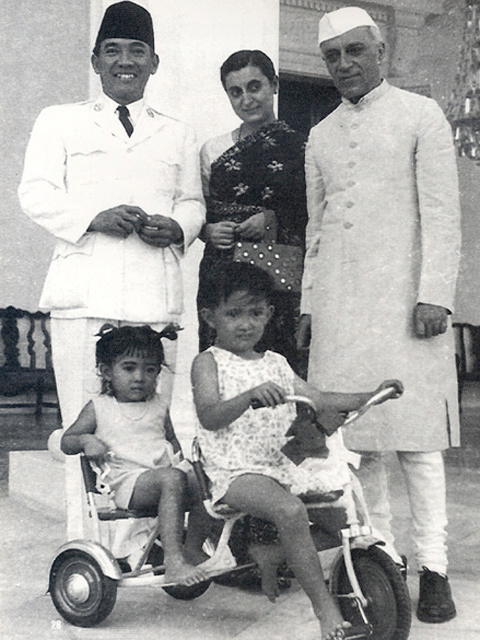
ジャワハルラール・ネルー夫妻とともに

オランダからの独立を達成し、宗主国であったオランダのみならず、イギリスやオーストラリア、アメリカやフランスなど世界各国からの国家承認と援助を受けて独立国家としての一歩を踏み出したものの、オランダへの多額の債務補償を含む植民地時代からの「負の遺産」を多く抱えたその後のインドネシア、そしてインドネシア大統領となったスカルノの前途は多難を極めることとなった。
1945年8月以降の対オランダ独立戦争期を通してオランダ植民地政府が執った、インドネシア独立運動各勢力の分裂工作の影響を受けて、国内統治機構は中央においても地方においても権力が分散しており、独立後に成立した諸政権による政治運営はいちじるしく困難をきわめた。
建国後のインドネシアは原油とゴムの輸出によって経済を再建するとともに、政治的には議会制民主主義を忠実に実行したが、独立後より大統領職にあったスカルノは、1950年8月15日のオランダからの完全独立時に急ぎ採用された新憲法（1950年憲法）のもとでは強い権力を付与されておらず、リーダーシップを発揮できない状況にあり、インドネシア国民は困難な国政運営に対して有効な手立てを打てない政党政治家たちへの不信、不満を強めていった。
このような政局の混乱を収拾するべくして行なわれた同国初の総選挙（1955年）におけるスカルノの勝利、そしてその結果を受けて実施された議院内閣制によっても、事態は打開されなかった。インドネシアは、オランダによる過酷な植民地支配からの脱却を勝ち取った末の民族の統一を目指すはずが、現実には国家分裂の危機へと向かっていた。

### 指導される民主主義
こうした事態を収拾するためにスカルノが1950年代末頃から打ち出したのが「指導される民主主義」の構想である。これは、混乱の原因とされる議会制を停止し、スカルノが国内諸勢力の調停者として国家を指導するというもので、独裁化という危険をはらむものであったものの、混乱する政局に嫌気がさしていた国民の間にも支持者が拡大した。
この様な支持の増大を受けて、1959年7月5日にスカルノは議会を解散し、スカルノの行動を制約していた1950年憲法を停止して、強大な大統領権限を与えた1945年憲法に復帰することを宣言した。

### 第三世界のリーダー
これに先立つ1955年には、ジャワ島西部の都市バンドンにて、第一回アジア・アフリカ会議（AA会議もしくはバンドン会議）を主催した。これはコロンボ会議で、スカルノの意をくんだインドネシア首相のアリ・サストロアミジョヨが、アジア・アフリカ会議の必要性を表明したものであった。
インドやフィリピン、エジプトや中華人民共和国など、第二次世界大戦後に続々と独立を果たした、もしくは建国された新興国、いわゆる「第三世界」のリーダーの1人として脚光を浴び、会議を成功に導くなど、国際社会での知名度を高めた。
また、スカルノのナショナリズム、反植民地主義と反帝国主義、国家間の連帯と社会正義、平和共存と軍縮政策、国連の再建と強化についての考え方を示し、代替的なイデオロギーとしてパンチャシラの重要性を唱える1960年9月30日の第15回国連総会で行われた演説『To Build The World Anew』（世界を新しく築くために）は1961年の非同盟運動に繋がり、2023年に世界の記憶に登録された。

### 日本との良好な関係

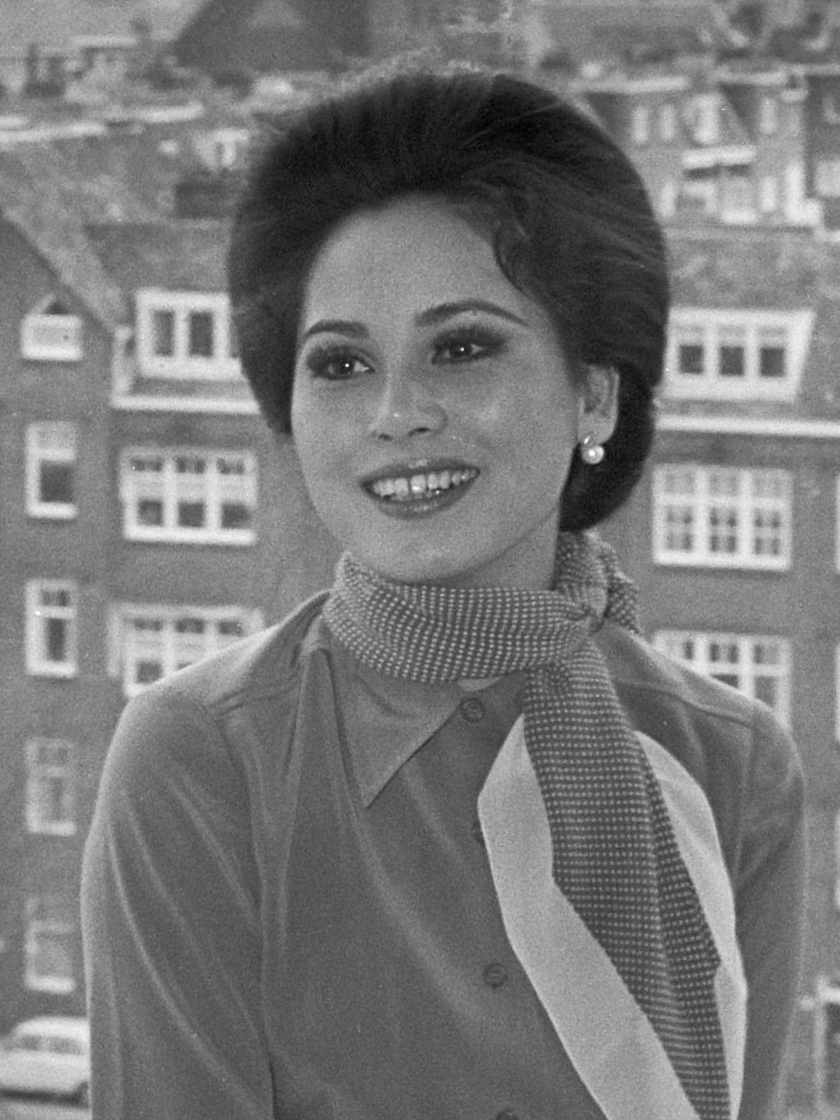
デヴィ・スカルノ(1970年)

日本の軍部、政界は第二次世界大戦中よりスカルノと親密な関係を持っており、第二次世界大戦後の1950年代以降急速に復興を進めて世界有数の経済大国に返り咲いた日本は、イギリスやアメリカ、西ドイツやイタリアと同じ西側諸国の一国となり、また経済大国としてスカルノとの関係を深めた。
1957年11月にはスカルノと岸信介首相が、2億2,308万アメリカドルの修繕資金と8,000万ドルの援助を提供することに合意。
1958年1月および1959年6月に訪日したスカルノと日本政府は一貫して親密な関係を保ち、重工業から中小企業までの企業によるインドネシアへの投資を政府の支援の下で行うことに合意するなど、経済面を中心に引き続き親密な関係を続けていくこととなった。
さらに1962年には皇太子がインドネシアを訪れたほか。同年には日本の商社「東日貿易」社長・久保正雄からの紹介を受けて、日本人の妻で第3夫人となる後のデヴィ・スカルノ を娶ることとなり、かねてから日本びいきで知られたスカルノと日本は、より一層密接な関係を築くことになる。

### ナサコム
冷戦下の1950年から1965年にかけてのスカルノ政治のキーワードの1つが「ナサコム（NASAKOM）」である。これは「ナショナリズム（Nasionalisme）、宗教（Agama）、共産主義（Komunisme）」から造語されたものであり、宗教やイデオロギーを背景にしたインドネシア国内のさまざまな対立勢力の団結を訴え、スカルノがその調停者としてふるまうためのスローガンとして期間中くりかえしスカルノによって叫ばれ続けた。
スカルノにとって重要だったのは、冷戦下において中華人民共和国などからの様々な援助を受けて、1955年の総選挙では第4党になるなど、国内で支持者を急激に増やしていたインドネシア共産党と、右派勢力を中心にインドネシア国内で実力を持ちつつあった国軍、この両者の拮抗状況をたくみに利用して、権力のバランサーとして生き延びることだった。その一環として、1961年にはインドネシア共産党のディパ・ヌサンタラ・アイディット書記長を閣内に招き入れ、中華人民共和国との関係強化にあたらせた。

### 外交と経済政策の失敗

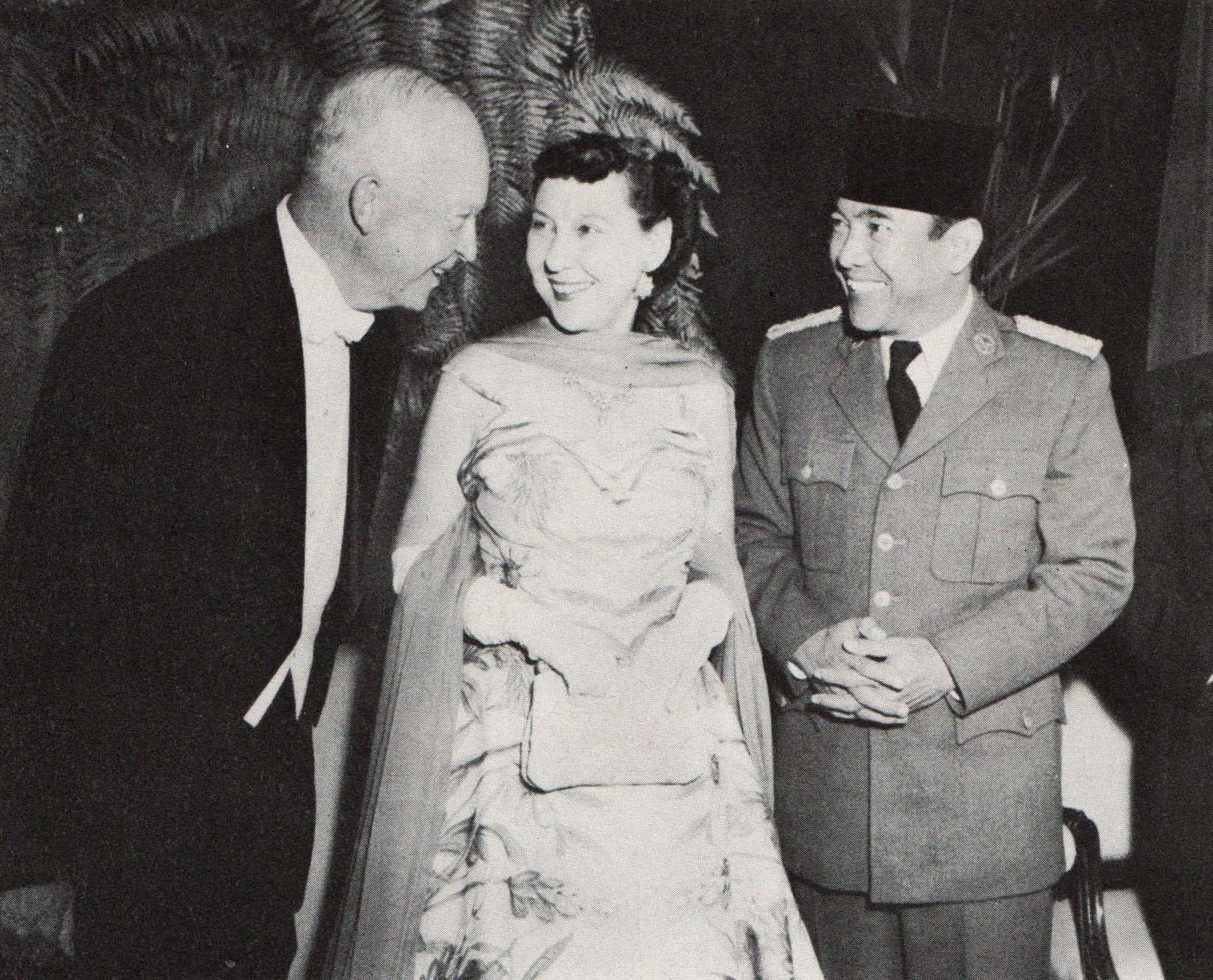
アメリカのドワイト・D・アイゼンハワーとともに（1956年）

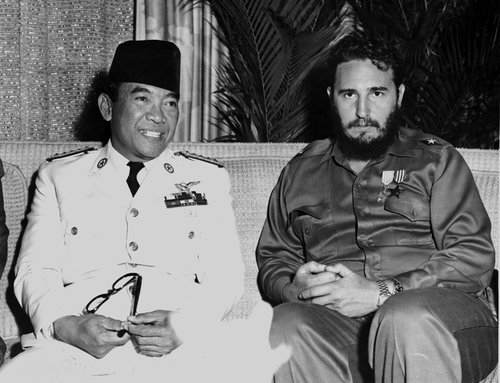
キューバのフィデル・カストロとともに（1960年）

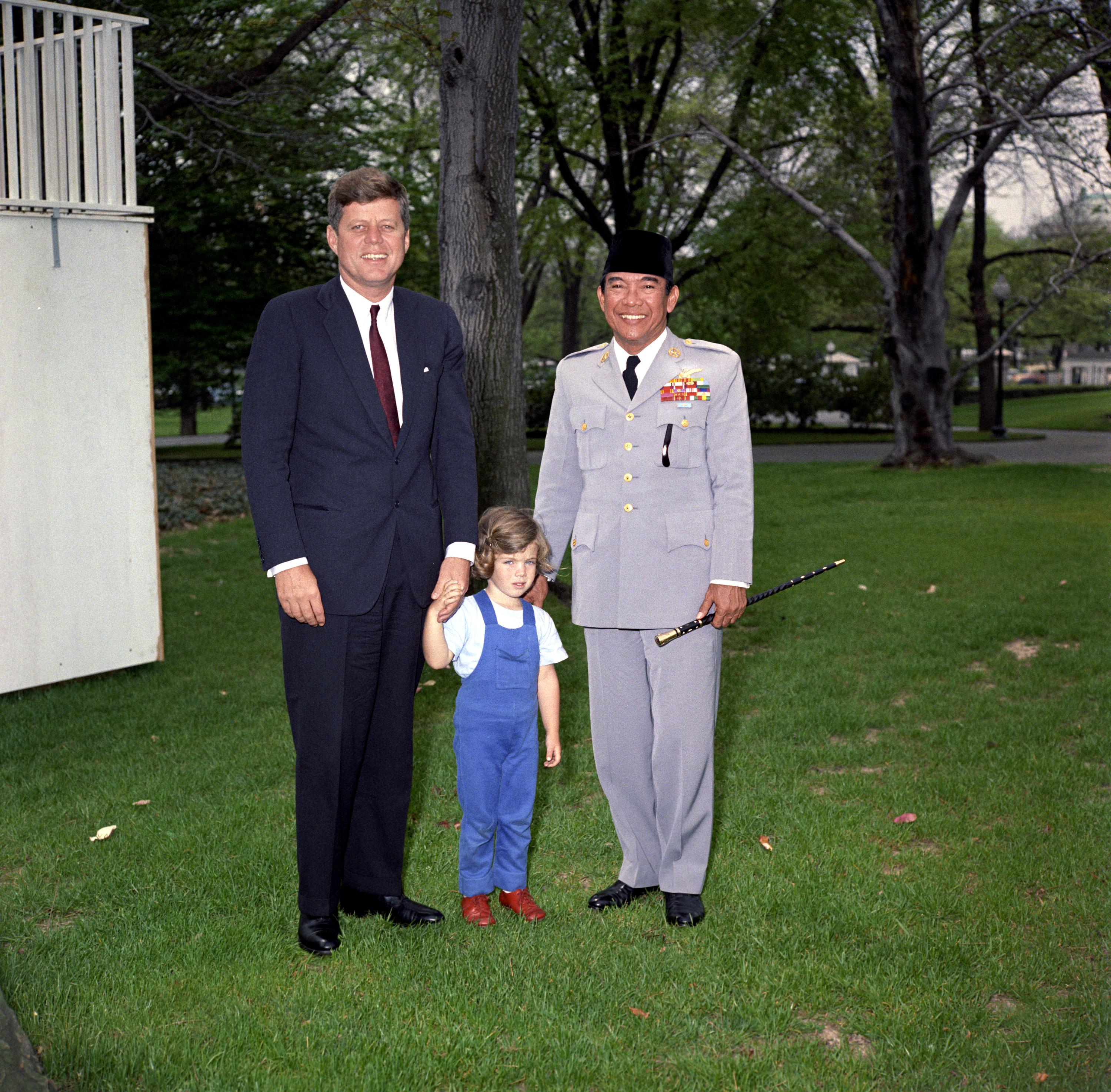
アメリカのジョン・F・ケネディ、その娘キャロラインとともに（1961年）

これまでにスカルノは、アメリカを訪問しドワイト・D・アイゼンハワー大統領やリチャード・ニクソン副大統領とにこやかに会談するなど、西側諸国との友好関係を保っていたが、国内での求心力を保ち続けるためにナショナリズムと民族主義を鼓舞しつづけた。1960年代以降は「反帝国主義」を掲げて、急速にイギリスやアメリカ、中華民国をはじめとする西側諸国との対立姿勢を強めると同時に、西側諸国との関係が深い近隣諸国との対立を深めた。
1961年12月に、オランダの植民地として維持されていたニューギニア島西部（イリアンジャヤ）に「西イリアン解放作戦」として空挺部隊を派遣し、オランダとの戦闘の挙句これを占領した。国際連合の調停の結果停戦し、国連の暫定統治の後、1963年5月、その施政権がインドネシアに移管された。この併合に反対する自由パプア運動やen:National Committee for West Papuaがインドネシア政府に反旗を翻し、パプア紛争（1963年–現在）が起こった。
1963年にマラヤ連邦が北ボルネオ（現在のサバ州）やサラワクをイギリスから譲り受けてマレーシアが建国されると、スカルノはこれをイギリスによる新植民地主義のあらわれであると非難し、「対決政策」を宣言した。インドネシアはボルネオ島全域の領有を主張して、マレーシア領へ侵入するなど、一触即発の事態となった。これは翌年に領有を主張するフィリピンも含めた3者が東京で会談するなどで、現状維持で落ち着いた。
これらの様に西側諸国との関係が険悪になるのと反比例して、冷戦下において西側諸国との対立姿勢を続けるソビエト連邦や中華人民共和国、北朝鮮などの共産主義諸国、さらにはキューバ革命で政権を担うようになりアメリカとの対立姿勢を強めたキューバのフィデル・カストロの元を訪問するなど東側諸国への接近を強めていった。この為に、「ドミノ理論」による共産主義勢力の東南アジアへの浸透を恐れたアメリカのジョン・F・ケネディ大統領は、CIAを通じてスカルノの失脚を画策していたと言われている。
1965年1月7日に、マレーシアの非常任理事国入りに抗議するために国際連合を脱退したインドネシアは、当時国際連合の常任理事国だった中華民国と対立する、中国共産党の一党独裁国家の中華人民共和国との間で「北京＝ジャカルタ枢軸」を形成して同じ国連非加盟国の北朝鮮や北ベトナムなども加えた「第二国連」をつくるとして新興勢力会議（CONEFO）を結成し、CONEFOの本部（現インドネシア議会議事堂）をアラブ連合共和国と中華人民共和国から援助を受けて建設した（なお、国連を自主的に脱退した例は今日までこの時のインドネシアだけである）。
なおスカルノは、先に行われたバンドン会議に中華民国を招待せず（中華民国による周恩来の暗殺作戦とされるカシミールプリンセス号爆破事件の遠因となった）、1962年アジア競技大会ではアラブ諸国と敵対したイスラエルとともに中華民国を除外し、中華人民共和国が脱退した国際オリンピック委員会に対抗して新興国競技大会も開催するといった徹底した親中政策を行った。この様な親中政策の背景には、中国共産党との関係が深いインドネシア共産党の影響が大きい。また、既にインドネシアはソ連に対して多額の債務をつくっていたため、中華人民共和国からの支援に依存するようになっていった。
さらにスカルノは、旧宗主国のオランダのみならず、かつては独立を支援したアメリカを含む西側諸国を中心とした外国企業の資産を接収し、新たな外資の導入も禁止することで、外資の排除を図った。また、オランダの植民地時代から経済分野で優勢な地位を固めていた華人を差別し、さらにさまざまな輸入品目の規制を図ることで地場産業の振興を図り、自立的な経済の樹立を目指した。しかし、これらの極端な経済、外交政策を取ったために、アメリカやイギリスをはじめとする西側諸国との関係はさらに険悪となり、これらの欧米諸国をはじめとする国際社会からの経済援助を停止された結果、深刻な食糧不足とインフレ率数百%に達する末期的な経済状況を生み出してしまった。
しかし、西側諸国の中枢にありながら、かねてから個人的にも関係の深い日本との関係だけは例外的に良好で、スカルノ自ら頻繁に日本を訪問する傍ら皇太子の訪問を受け入れるほか、円借款を含む様々な援助や企業の進出を積極的に受け続けていた。

### 9月30日事件

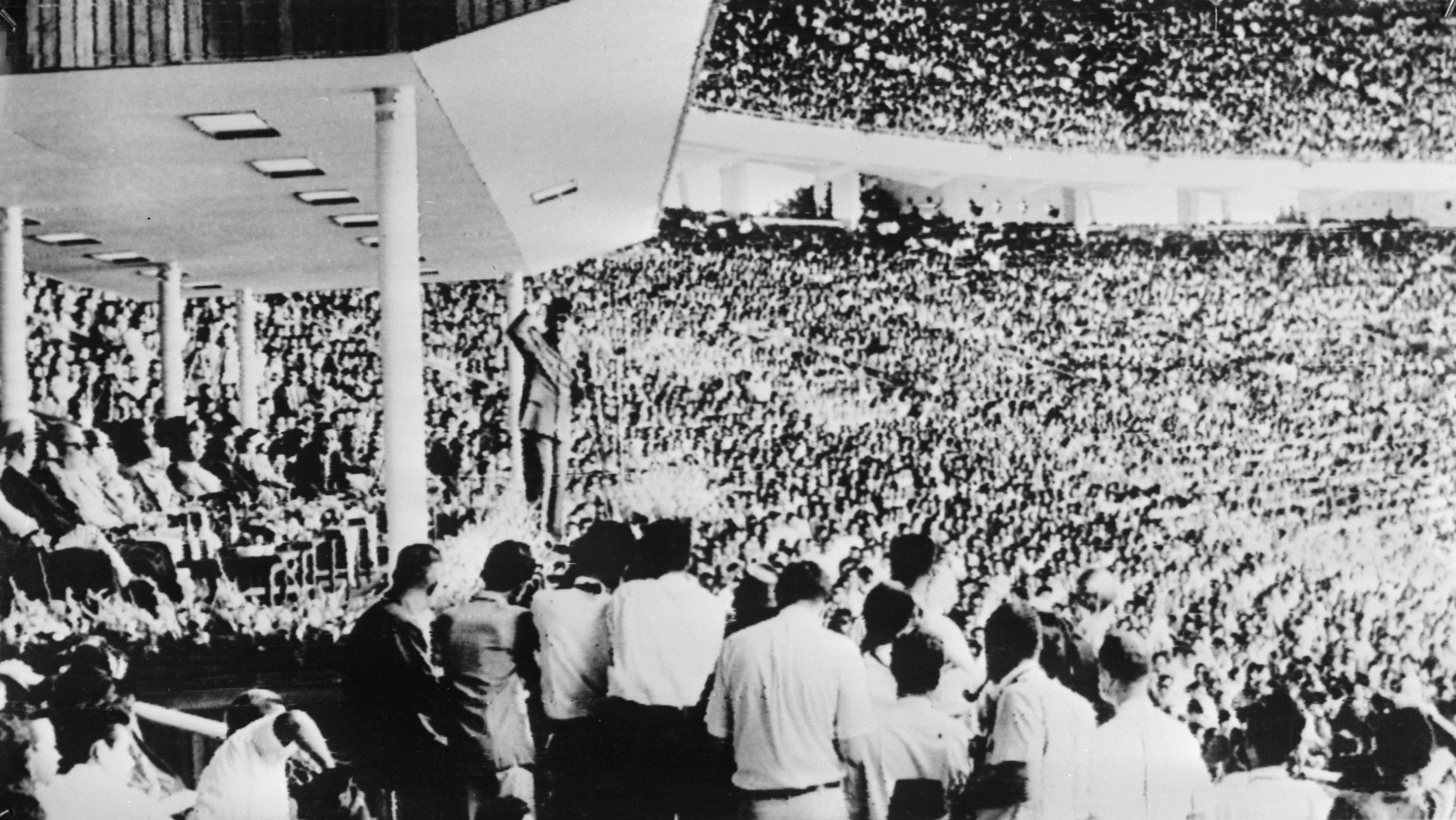
国立競技場でのスカルノ（1965年）

1965年9月30日、前年の核実験でアジア初の核保有国となった中華人民共和国の毛沢東はスカルノ政権に核開発の支援を申し出るまでに中華人民共和国とインドネシアの蜜月は絶頂期にあった。その数時間後の9月30日未明に、インドネシア共産党のディパ・ヌサンタラ・アイディット議長の指示を受けた、大統領親衛隊第一大隊長のウントゥン・ビン・シャムスリ中佐率いる陸軍内の共産主義者勢力による国軍首脳部暗殺というクーデター「9月30日事件」が発生した。
しかし、スハルト少将を中心とする右派軍人勢力がそれに迅速に対応し、10月2日にはクーデター鎮圧に成功し、シャムスリ中佐は逮捕され、主導者のアイディット共産党議長は逃亡した（後に殺害された）。その後国内では中華人民共和国の影響力排除や、右派軍人勢力による「共産党員狩り」が行われ、犠牲者は50万人とも300万人とも言われる虐殺を引き起こしたが、現在まで正確な犠牲者の数は不明である。
「共産党員狩り」によって冷戦下の東南アジアで最大規模を誇ったインドネシア共産党が壊滅し、国内で共産党が一掃されたことにより、右派軍人勢力と共産党、左派軍人勢力の間のバランサーとしてのスカルノの求心力は完全に失われた。この様な状況は「ドミノ理論」を唱えるアメリカなど西側諸国にも歓迎されることになった。
また、スハルト少将ら軍首脳部はクーデターとその実行者に対するスカルノ大統領の曖昧な態度に訝しみを抱き、その結果スカルノ大統領は事件への関与を疑われる厳しい立場に追い込まれた。

### 大統領辞任

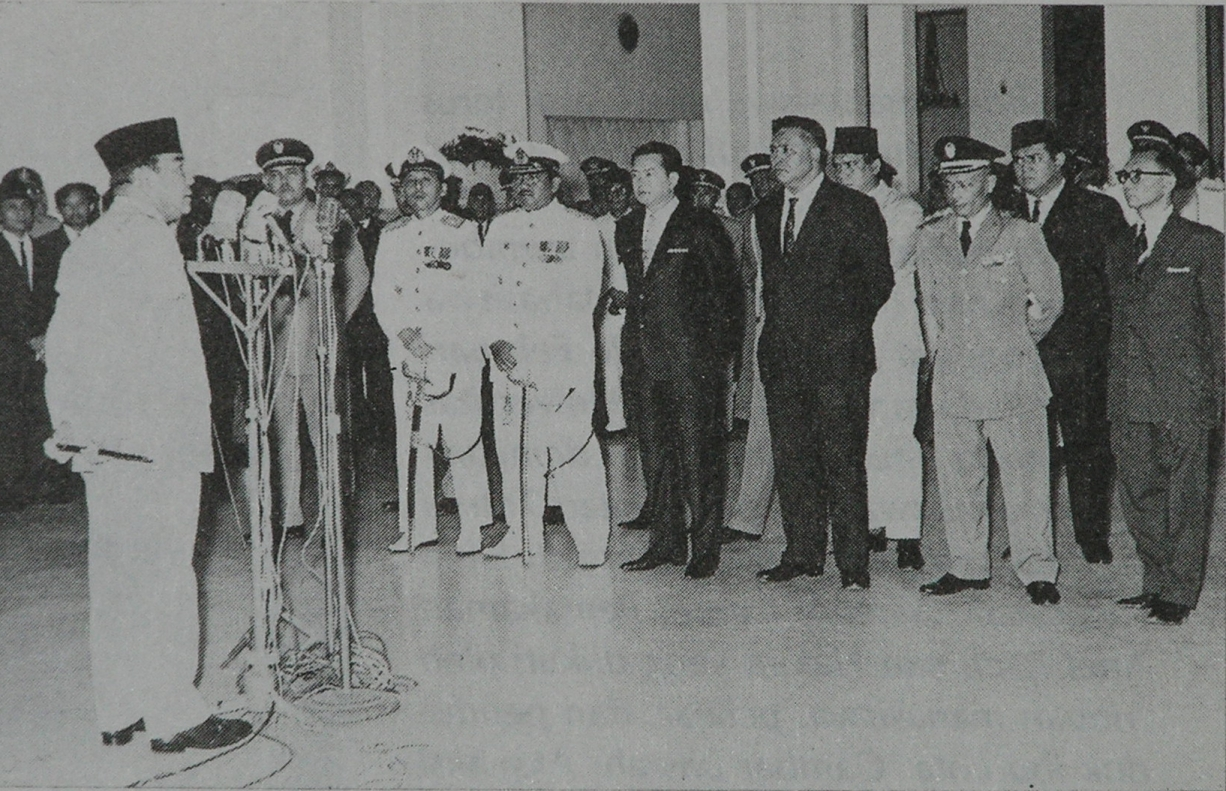
新内閣発足時のスカルノ（1966年）

共産党への接近を進めるなど従来の親共路線の責任を問われたスカルノは、1966年2月21日に新内閣を発表して、なおも政権を維持しようとしたが、陸軍、イスラーム教系諸団体、学生団体などによるスカルノ糾弾の街頭行動が活発となり、辞任要求の圧力を抑えることができなかった。
同年3月11日、スカルノは秩序回復のための一切の権限をスハルトに与える「3月11日命令書」にサインし、その実権をスハルトに譲った。スハルトは1967年3月に大統領代行に就任した。

### 死去

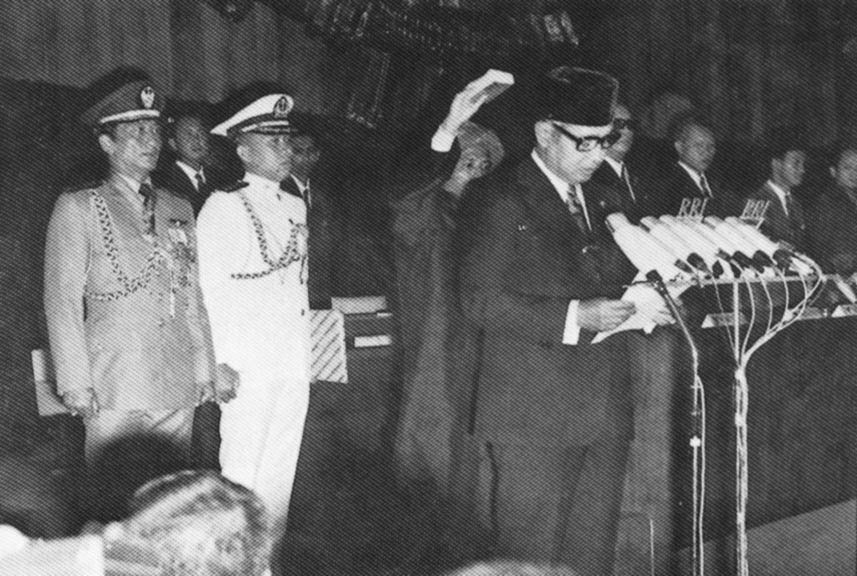
スハルトの大統領就任式（1968年）

インドネシアはその後、スカルノから実権を奪って1968年3月27日に正式に第2代大統領に就任したスハルトが、新たに作った「新秩序」体制のもとで、共産党とそのシンパを国内政治から完全に排除し、インドネシア共産党と近かったハルティニは一時拘束された。
また冷戦下の東南アジアにおける反共国家として中華人民共和国と断交し（一方で中華民国とも国交を結ぶこともなかった）、反対にアメリカやイギリス、南ベトナムなどの西側諸国と接近する。なおアメリカ政府は、「9月30日事件」への関わりをやんわりと否定した。
一方のスカルノは「国父」としての地位は保ったものの、全ての役職を剥奪され自宅に事実上の軟禁状態に置かれ、さらに第3夫人デヴィら多くの家族が国外に政治亡命、離散するという失意の状況に置かれたまま、1970年6月21日にジャカルタで死去した。満69歳没。

## 家族
1970年の死亡時に婚姻関係にあったとされるのは3名。

### 夫人
- 第一夫人：ファトマワティ（Fatmawati, 1923年 - 1980年（57歳没））

五子をもうける。スカルノのハルティニとの結婚に抗議し、1953年に別居。ハルティニとの結婚が暴露された後、女性団体の抗議を後ろ盾に離婚を望んだが果たせなかった。国民に人気があり、別居後も大統領夫人の称号は保持された。ブンクルの空港や病院、通りなど彼女の名前を冠している物が多数ある。
- 第二夫人：ハルティニ（Hartini, 1925年 - 2002年（77歳没））

石油会社の職員の妻だったが、不倫関係の後、夫と離婚し、1953年にスカルノと秘密裏に結婚。スカルノとファトマワティとの別居後、実質的なファーストレディーとして権勢を誇ったが、人気のあったファトマワティに同情的な国民からは常に不人気であり、大統領夫人の称号とスカルノとの間にもうけた2子に対してファトマワティとの5子以上の待遇を求めたという風評から、1963年形式的に別居したが、失脚後のスカルノに連れ添った。インドネシア共産党と関係が深かったとされ、1968年にはスハルトによって、一時逮捕、拘束されている。
- 第三夫人：ラトナ・サリ・デヴィ（Ratna Sari Dewi, 1940年- 、日本名：根本七保子〈ねもと なおこ〉、タレント）

東京都港区西麻布出身。1959年に日本の商社「東日貿易」からの紹介を受けて、1962年に結婚した。実弟の八曾男の名を後にジャカルタの宮殿の一つにつけた。スカルノ失脚後はインドネシアの日本大使館に亡命を希望したが、国際的立場上の理由で断念。一子（娘）をもうける。
- 夫人：シティ・オエタリ（Siti Oetari, 1905年 - 1986年（81歳没））

最初の夫人。サレカット・イスラム議長チョクロアミノトの娘。1921年に結婚し、1923年離婚した。
- 夫人：インギット・ガルナシ（Inggit Garnasih, 1888年 - 1984年（96歳没））

2度目の夫人。サレカット・イスラム支援者である実業家夫人であったが、スカルノと不倫関係となったことから離婚し、1923年に再婚、1943年、スカルノとファトマワティとの結婚により、一夫多妻制を拒否し、再び離婚した。
- 夫人：サリク・マエサロ（Saliku Maesaroh, 1934年-1959年（25歳没）、日本名：金勢さき子〈かなせ さきこ〉、モデル）

石川県金沢市出身。長谷長次の姪。スカルノが後に第三夫人となるデヴィとバリ島に出かけている間に、ジャカルタの自宅で自殺した。
- 夫人：カルティニ・マノッポ（Kartini Manoppo, 1931年 - 1990年（59歳没））

ガルーダ・インドネシア航空のスチュワーデス。1959年結婚。二子をもうける。スカルノの失脚に伴い、1968年に離婚した。
- 夫人：ハリアティ（Haryati, 1940年 - ）

ダンサー。ハルティニやデヴィとの結婚が国民の間で不興を買ったことから、1963年に秘密裏に結婚したとされる。1966年に離婚したとされるが定かではない。
- 夫人：ユーリケ・サンガー（Yurike Sanger, 1945年 - ）

1964年に結婚。スカルノの失脚に伴い、1968年に離婚。
- 夫人：ヘルディ・ジャファー（Heldy Djafar, 1947年 - 2021年（74歳没））

1966年に結婚し、1968年に離婚した。1968年にバンジャール王国の王族の末裔と再婚し、六子をもうけた。そのうちの一人はスハルトの孫と結婚していた（2001年離婚）。2011年に彼女とスカルノの関係についてのノンフィクション’Heldy cinta terakhir Bung Karno’（『スカルノ最後の愛』）がインドネシアで刊行された。

### 子女
- 長男：グントゥール・スカルノプトゥラ（1944年 - ）ファトマワティとの間の第一子。
- 長女：メガワティ・スティアワティ・スカルノプトゥリ（Megawati, 1947年 - ） ファトマワティとの間の第二子。第5代大統領。
- 次女：ラチマワティ・スカルノプトゥリ（1950年 - 2021年（71歳没））ファトマワティとの間の第三子。スカルノセンター総裁[18]。左派政党「国民民主党（NasDem）」顧問。新型コロナウイルスに感染し、2021年7月3日ジャカルタ市内の病院で死去。
- 三女：スクマワティ・スカルノプトゥリ（1951年 - ） ファトマワティとの間の第四子。父スカルノの「ナサコム」の流れをくむ社会主義ナショナリズム政党「PNI」党首。
- 次男：グルー・スカルノプトゥラ （1953年 - ）ファトマワティとの間に生まれた末っ子。インドネシアで振付師、作曲家として活動している。
- 三男：タウファン・スカルノプトゥラ（1955年 - 1986年（31歳没）） ハルティニとの間の第一子。結腸癌と肝臓疾患で早世。
- 四男：バユ・スカルノプトゥラ（1958年 -）ハルティニとの間の第二子。デザイナー。
- 四女：カリナ（Kartika, Karina 1967年 - ）日本で出生。デヴィとの間の一人娘。
- 五男：トトク・スーリヤワン・スカルノプトラ（1967年 - ）ドイツで出生。カルティニ・マノッポとの間の一人息子。

## 逸話
第二次世界大戦中から日本政府と良好な関係にあった上に、戦後も日本人妻（根本七保子、デヴィ夫人）を娶るなど西側諸国との関係が悪化した中でも日本との関係は良好であった。来日した際には昭和天皇に拝謁するのを楽しみにしており、冗談を言って笑わせることもあった。